# Forráskút
Forráskút é um município da Hungria, situado no condado de Csongrád-Csanád. Tem 36,67 km² de área e sua população em 2019 foi estimada em 2.234 habitantes.